# Aspekty osobnosti
Aspekty osobnosti (v anglickém originále Facets; v původním českém překladu Vzpomínky) je v pořadí dvacátá pátá epizoda třetí sezóny seriálu Star Trek: Stanice Deep Space Nine.
Poručík Jadzia Dax se zabývá pocity méněcennosti poté, co se setká s minulými hostiteli v rámci trillského obřadu propojení.

## Příběh
Jadzia se rozhodne podstoupit Zhian'taru, trillský obřad propojení, ve kterém se může setkat s předchozími hostiteli symbionta, jehož vzpomínky jsou při tom dočasně přeneseny do jiné osoby. Jedná se o emociálně velmi intenzivní slavnost, při níž se oddělují osobnosti předchozích hostitelů. Jadzia si jako své pomocníky vybere své nejbližší přátele, komandér Siska, majora Kiru, doktora Bashira, Oda, Quarka, náčelníka O'Briena a Leetu, jednu z Quarkových dabo dívek, kteří všichni souhlasí s tím, že se obřadu zúčastní.
Kira přijme Lelu Dax, prvního hostitele. V ní Jadzia pozná, že právě Lela je původem mnoha charakteristických znaků Dax, které zdědili i další hostitelé. O'Brien se poté stane na čas nesmělým ale přátelským Tobinem Dax. Leeta obdrží osobnost Emony Dax, veselé a talentované gymnastky. Quark je poněkud nervózní, neboť do jeho mysli je přenesena osobnost Audrid Dax, která při rozhovoru s Jadzií jí něžně kartáčuje vlasy. Doktor Bashir se stane Toriasem Dax, dobrodružným pilotem, který zemřel mladý při nehodě raketoplánu. Sisko se nechá zavřít do vězeňské cely, neboť přijme osobnost Jorana Dax, šíleného vraha. Když Jadzia přijde, aby se s ním setkala a váhavě vypne silové pole cely, Joran na ni zaútočí a začne ji škrtit. Verad si vzal symbionta Dax násilím, navíc s ním nebyl spojen příliš dlouho, takže se nestal pravým hostitelem.
Nakonec nastává pro Jadzii ta nejobtížnější část, setkat se svým učitelem Curzonem Dax. Učil ji pro připojení, nakonec ji ale z programu vyhodil, ačkoliv ani sama Jadzia neznala pro toto jeho jednání důvod. Později ji přijali zpět a dokonce přijala Curzonova symbionta, když umíral. Osobnost Curzona přijme Odo, kterému se objeví trillská znaménka a stane se veselým a volnomyšlenkářským „staroušem“, jak jej oslovoval Sisko, jeho blízký přítel. Curzon jí navíc řekne, že zůstane s Odem, který s tím také souhlasí, naopak Jadzia si neumí představit život bez Curzonovy síly uvnitř sebe, proto jeho nápad odmítne.
Curzon Jadzii nakonec prozradí, proč ji vyhodil z programu připojení. Byl totiž do ní zamilovaný. Později si uvědomil, že takové jednání nebylo vhodné a dohlédl na to, aby ji přijali do programu zpět. A když nyní jej Jadzia ujistí, že bude navždy součástí ní, Curzon souhlasí a opustí Odovo tělo.
Mezitím se Nog připravuje aby, se dostal do přípravného kurzu na Akademii Hvězdné flotily. Při testu v simulátoru neuspěje, jeho otec Rom však zjistí, že Quark program upravil tak, aby neuspěl. Sisko tedy povolí Nogovi zkoušku zopakovat, a ten ji tentokrát zvládne.

## Zajímavosti
- O Joranovi se Jadzia dozvěděla teprve nedávno, stalo se tak v epizodě „Rovnováha“.
- Vedlejší příběh je pokračováním Nogovy snahy stát se důstojníkem Hvězdné flotily.
- V této epizodě je zmíněna Velká Fermatova věta.